# Konrad Emil Bloch
Konrad Emil Bloch (Neisse, 21 januari 1912 – Lexington, 15 oktober 2000) was een Joods-Duits-Amerikaans biochemicus en Nobelprijswinnaar. In 1964 won hij samen met Feodor Lynen de Nobelprijs voor de Fysiologie of Geneeskunde voor hun onderzoek naar cholesterol en de stofwisseling van vetzuren.

## Biografie
Bloch werd geboren in het Duitse Keizerrijk, in de Pruisische provincie Silezië (het huidige Polen), als zoon van Frederich Bloch en Hedwig Striemer Bloch. Van 1930 tot 1934 studeerde hij scheikunde aan de Technische Universiteit München. In 1934 vluchtte hij uit angst voor de Jodenvervolging van de Nazi’s naar de Schweizerische Forschungsinstitut in Davos, Zwitserland. In 1936 vertrok hij naar de Verenigde Staten, alwaar hij spoedig (1944) de Amerikaanse nationaliteit kreeg. Hij kwam te werken aan de faculteit biologische chemie aan de Yale Medical School.
In de Verenigde Staten studeerde Bloch verder aan de Columbia-universiteit, alwaar hij in 1938 zijn Ph.D. in biochemie haalde. Hij gaf ook les aan Columbia van 1939 tot 1946. Daarna werkte hij aan de Universiteit van Chicago en Harvard-universiteit als Higgins Professor in biochemie. Die tweede positie had hij van 1954 tot aan zijn pensioen in 1982.
Bloch stierf op 88-jarige leeftijd aan hartfalen. Hij was gehuwd met Lore Teutsch, samen kregen ze een zoon, Peter, en een dochter, Susan.

## Werk
Zijn eerste onderzoek voerde Bloch uit in Davos waar hij experimenten uitvoerde betreffende de biochemie van fosfolipide in tuberkelbacillen (Mycobacterium tuberculosis), de bacterie die de besmettelijke ziekte tuberculose veroorzaakt. Zijn belangrijkste werk voerde hij uit aan Columbia, waar hij een positie accepteerde positie in het onderzoeksteam van Rudolph Schoenheimer. In dit team leerde Bloch het gebruik van radio-isotopen (radioactief gemerkt azijnzuur) als tracer om bepaalde moleculen te volgen in cellen en levende organismen.
Deze techniek bleek zeer geschikt te zijn in de studie naar de biochemie van cholesterol. Zowel Bloch als Lynen ontdekten hoe de verbinding mevalonzuur wordt gevormd, die daarop via isopreen-eenheden wordt omgezet naar squaleen, waaruit vervolgens cholesterol ontstaat. Hun onderzoek toonde aan dat alle natuurlijke steroïde gerelateerde substanties in mensen afgeleid zijn van cholesterol. Later in zijn carrière bestudeerde hij de stofwisseling van olefine vetzuren, en onderzocht hij glutathion – een substantie die in eiwitstofwisseling wordt gebruikt.